# La identidad
La Identidad es un libro de Milán Kundera, el cual narra la historia de amor de Jean-Marc y Chantal, dos ciudadanos Europeos que viven en París y se aman profundamente. La historia comienza en un hotel de una pequeña ciudad a la orilla del mar normando, y es en este lugar donde se desarrolla la historia de estos personajes. Chantal, al parecer una mujer de edad y que ha pasado por momentos duros en su vida (la muerte de su hijo de 5 años y la separación de su primer esposo), está preocupada porque ya los hombres no se voltean a mirarla; ella le comenta su preocupación a Jean-Marc y es en este momento cuando comienzan la trama de la historia. Jean, con el inmenso amor que siente por su pareja, se idea un plan con el cual cree que puede hacer sentir mejor a Chantal y así ella se olvide de esa idea que le anda rondando la cabeza (aunque a pesar del plan, siente un poco de celos pues él considera que con su amor debería bastar para ella). Y es en este momento cuando Jean-Marc decide escribirle cartas anónimas a Chantal, supuestamente de un admirador secreto, un espía que la vigila todos los días y la admira mucho por su belleza.  Él logra cumplir el objetivo y Chantal empieza a crearse historias en su cabeza, empieza una especie de amorío con su espía y se siente más bella, llena de vida y segura de sí misma.  El problema comienza en el momento que Chantal descubre que esas cartas no vienen de una persona desconocida sino que vienen de parte de Jean-Marc, y cuando él se siente traicionado por su mujer pues ella guardaba las cartas debajo de sus interiores, como si fuera algo preciado. Ambos se sintieron traicionados y comienzan a tener fuertes discusiones.
- Datos: Q2713668